# Pseudoips sylvana
Pseudoips sylvana är en fjärilsart som beskrevs av Fabricius 1794. Pseudoips sylvana ingår i släktet Pseudoips och familjen trågspinnare. Inga underarter finns listade.